# Linsenverstellung
Unter Linsenverstellung (engl. Lens Shift), auch Schrägprojektions-Einrichtung, wird eine Funktion von Projektoren bezeichnet, bei der das Objektiv verstellt werden kann, um bei einer Schrägprojektion eine Trapezverzerrung mit optischen Mitteln zu vermeiden.

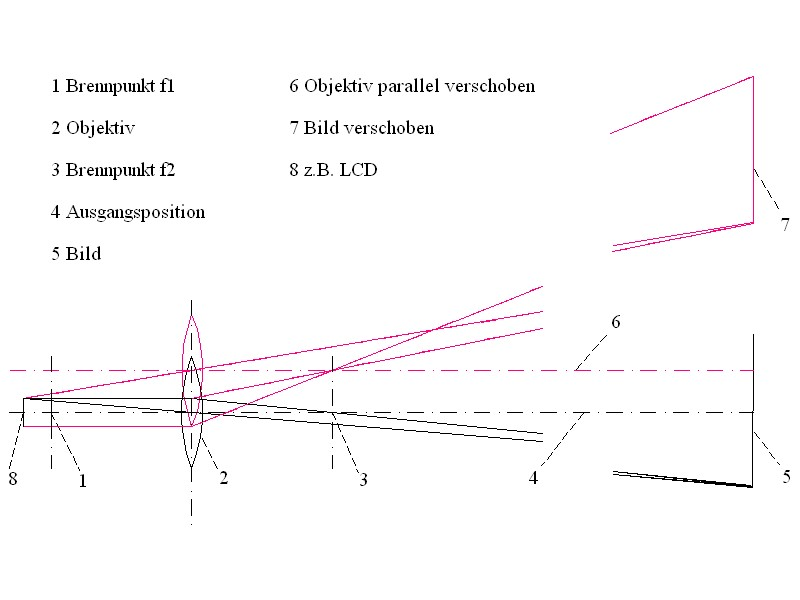
Schrägprojektion, abbildende Strahlen

## Funktion
Linsenverstellung ist eine Funktion von Projektoren, bei der das Objektiv für eine Schrägprojektion parallel zur Projektionsvorlage (LCD, Dia usw.) verschoben werden kann. Dadurch wird eine orthogonale Darstellung auf der Projektionsvorlage auch orthogonal auf die Bildwand projiziert.
Ziel der Linsenverstellung ist das Vermeiden einer Trapezverzerrung mit optischen Mitteln. Nachteile des digitalen Ausgleichs, wie die reduzierte Auflösung, Treppenartefakte oder reduzierte Lichtstärke werden dadurch vermieden.

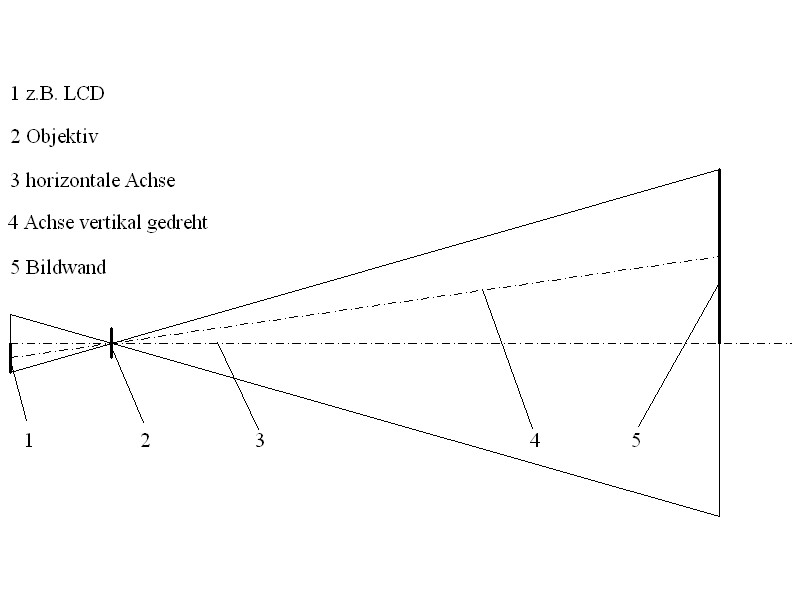
Schrägprojektion, Beleuchtungsstrahlen

Je nach Bauform des Projektors muss auch die Beleuchtungseinheit entsprechend verschoben werden. Dadurch wird die Lichtquelle im Zentrum des verschobenen Objektivs abgebildet. Nicht jedes Objektiv ist für eine Linsenverstellung geeignet. Das Objektiv benötigt für die Verstellung einen großen Bildkreis. 
Eine Schrägprojektion ist sowohl für die horizontale, wie auch für die vertikale Anwendung möglich. 

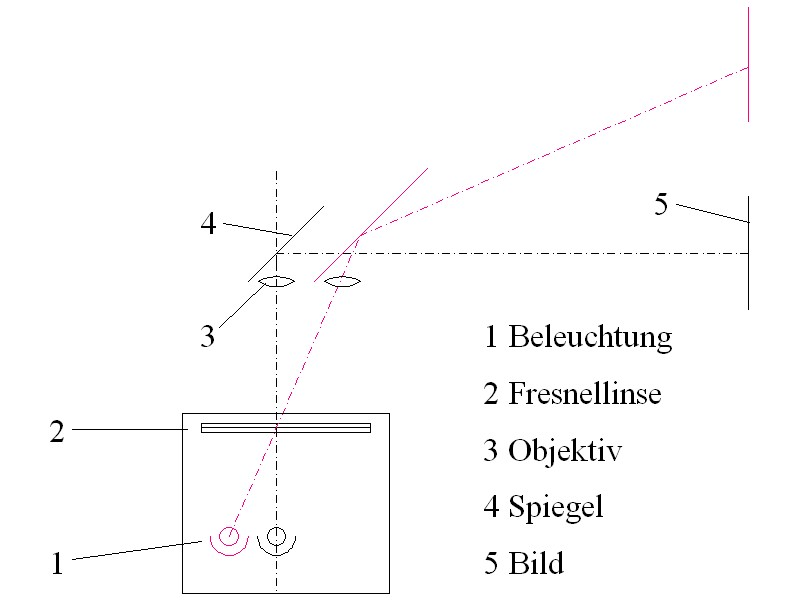
Arbeitsprojektor mit Objektiv und Beleuchtungsverstellung

## Anwendungen
- Filmprojektion von der Vorführkabine zur tiefer liegenden senkrechten Bildwand.

- Videoprojektion ohne Verluste durch den digitalen Ausgleich.

- Arbeitsprojektion in Schulung und Unterricht, auf der Bildwand bleiben Winkel oder eine Kurvenform erhalten.